# یواس‌اس کاوالا (اس‌اس-۲۲۴)
یواس‌اس کاوالا (اس‌اس-۲۲۴) (به انگلیسی: USS Cavalla (SS-244)) یک زیردریایی است که طول آن ۳۱۱ فوت ۹ اینچ (۹۵٫۰۲ متر) می‌باشد. این زیردریایی در سال ۱۹۴۳ ساخته شد.